# Rectification (mécanique)
Pour les articles homonymes, voir Rectification.
La rectification d'une pièce mécanique est une opération destinée à améliorer son état de surface.
Les deux techniques principales sont la rectification plane et la rectification cylindrique.

## Principe
La rectification s'effectue sur une machine-outil conçue à cet effet : la rectifieuse. Il s'agit de rectifier, c'est-à-dire d'approcher une surface d'une forme parfaite (en général : plan, cylindre de révolution ou cône).
La rectification est souvent utilisée dans le but de préparer des surfaces frottantes, par exemple, la portée d'un arbre qui tournera dans un palier lisse ou dans un joint d'étanchéité. Elle peut également être utilisée pour donner un profil particulier à la pièce lorsque la meule a été au préalable usinée au profil complémentaire.

### Rectification plane
Elle consiste en un meulage horizontal de la pièce de façon à éliminer à plusieurs reprises des couches de matériau allant de 10 à 40 micromètres (0,01 à 0,04 mm). Ici, la pièce effectue un mouvement de va-et-vient longitudinal (qui peut être combiné avec un balayage transversal pour rectifier une largeur supérieure à la largeur de la meule).
De même, la rectification double face consiste à rectifier les deux faces de la pièce en même temps.

### Rectification cylindrique
Dans le cas de la rectification cylindrique, la pièce tourne sur elle-même et la meule tourne et se déplace en effectuant sa course :
- soit parallèlement à l'axe de la pièce, ce qui génère sur la pièce une microstrie hélicoïdale ;
- soit perpendiculairement à l'axe de la pièce (rectification en plongée), ce qui génère sur la pièce une série de microstries circulaires parallèles.

Dans le premier cas, un joint d'étanchéité (O-ring ou autre) s'appuyant sur la pièce pourra présenter en service une légère fuite d'huile vers l'extérieur ou l'intérieur selon le sens de l'hélice et le sens de rotation de la pièce ; dans le second cas, le joint sera étanche quel que soit le sens de rotation de la pièce.

### Rectification de filetages
Il est possible d'obtenir des filetages de précision grâce à des rectifieuses spéciales. Il est possible de rectifier des pièces mâles ou femelles (avec des rectifieuses différentes). Outre leur grande précision ces filetages peuvent être effectués sur des pièces déjà trempées et inusinables par les autres procédés d'enlèvement de copeaux. La lubrification se fait avec une huile visqueuse projetée à forte pression sur le pont de contact meule/pièce pour évacuer la chaleur produite par un enlèvement de matière nettement plus important que pour la rectification plane ou circulaire.
Il existe deux modes de rectification :
- En plongée : Une meule plus large que la longueur à fileter dont l'axe est parallèle à la pièce et munie de gorges au profil inverse du filetage désiré plonge dans la pièce pendant une fraction de tour de la pièce, parcourt un peu plus que la valeur du pas avant d'être dégagée du filet. Cette méthode permet d'usiner rapidement des filetages courts.
- En chariotage : Une meule étroite plonge en dehors de la zone à fileter, parcourt l'ensemble de la partie fileté, débouche dans une gorge prévue à cet effet (on peut s'en passer mais le dernier filet est incomplet dans ce cas) et dégage. L'axe de la meule est incliné de la valeur de l'angle d'hélice du filetage pour un meilleur respect du profil. Pour les pièces de grande longueur on utilise des lunettes à trois touches permettant d’empêcher la flexion de la pièce vers le bas et du côté opposé à l'effort d'usinage.

### Autres
Avec l’apparition des nouveaux procédés d’usinage à grande vitesse, il existe également le nouveau procédé appelé rectification grande vitesse.

## Matériaux
Avec une meule adaptée, il est possible de rectifier :
- Acier classique non trempé
- Acier trempé jusqu'à 70 HRC
- Acier chromé dur
- Aluminium
- Caoutchouc
- Carbure
- Céramique
- Plastique

## Différents types de meules
- Standard : Corindon à base de Al2O3 (fritté, normal, semi-supérieur, supérieur, monocristallin, à billes creuses...)
- Nitrure de bore Cubique (abréviation : CBN. Le nom commercial donné par General Electric en 1969 : Borazon)
- Diamant

Dans chaque cas, elle se différencie par :
- La variété du grain (oxyde d'aluminium, carbure de silicium, diamant, etc.)
- La grosseur du grain
- L'espace entre chaque grain
- Le liant
- Le diamètre et la largeur

## Avantages de la rectification
Contrairement à l'usinage traditionnel (enlèvement de copeaux par outils coupants), la rectification permet des usinages de précision dimensionnelle élevée grâce au principe de l'usinage par abrasion. Dans la plupart des cas de rectification, les rectifieuses ont besoin d'utiliser un liquide de refroidissement pour arroser la meule et les pièces, afin ne pas provoquer de brûlures sur les pièces produites et d'éviter un mauvais état de surface ou une détérioration de la dureté de la pièce. Une brûlure peut ne pas être visible, mais recuire le métal et donc détremper une surface de piste de roulement par exemple. À l'utilisation, la matière qui n'a plus sa dureté éclatera et on observera une détérioration très rapide du roulement. L'utilisation de meules tendres type gruyère et une bonne connaissance des vitesses de coupe pour ce risque de brûlures ainsi que le savoir-faire du rectifieur éviteront ce genre de problème. Dans le domaine aéronautique sur hélicoptères, par exemple, un contrôle nital (alcool+acide nitrique) ou magnétique (Bruit Barkhausen) permet de déceler la moindre brûlure : pour faire simple, l'acide nitrique remonte en surface les brûlures internes invisibles à l'œil.
- Possibilité de s'attaquer aux matériaux les plus durs
- Pouvoir atteindre des tolérances dimensionnelles de l'ordre du micromètre (0,001 mm) et donc d'usiner des pièces plus précises
- Obtenir un état de surface poussé (< 0,1 Ra)